# Gesellschaft für Allgemeinmedizin der DDR

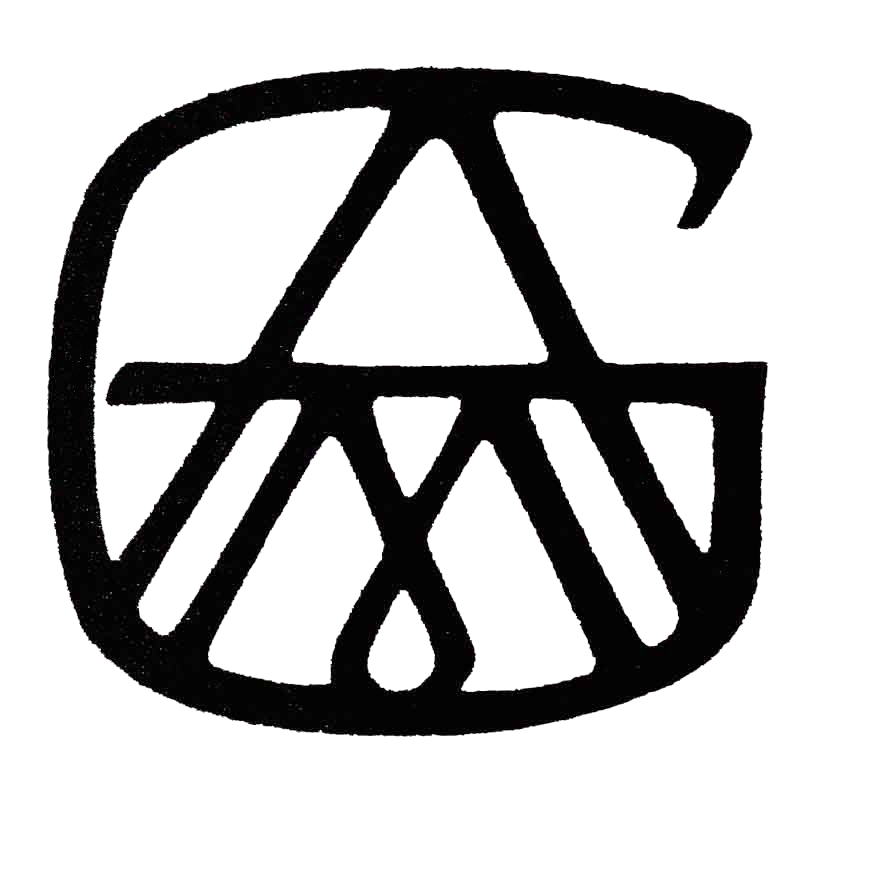
Logo der GAM

Die Gesellschaft für Allgemeinmedizin der DDR war eine medizinisch-wissenschaftliche Gesellschaft unter dem Dach der Gesellschaft für Klinische Medizin der DDR, die 1969 gegründet und 1990 aufgelöst wurde. Ihre Aufgabe bestand in der Organisation, Koordination, Zusammenfassung und Publikation allgemeinmedizinischer Forschung in der DDR. Diese Forschung, die ausschließlich ehrenamtlich und auf eigene Initiative der Mitglieder durchgeführt wurde, hatte fast ausschließlich eine Verbesserung der hausärztlichen Versorgung und eine Optimierung der Arbeitsbedingungen der in diesem Bereich beschäftigten zum Ziel; sie wurde durch die staatliche Leitung geduldet und fast immer auch unterstützt. Die Mitgliedschaft war freiwillig, war jedoch von Seiten der Leitung der (staatlichen) Gesundheitseinrichtungen erwünscht. Sie hatte keinerlei Einfluss auf die Dienststellung der Betreffenden.

## Vorgeschichte
Unmittelbar nach Gründung der DDR versuchte die Partei- und Staatsführung der DDR, nach sowjetischem Vorbild ein zentral geleitetes staatliches Gesundheitswesen zu etablieren und die bis dahin vorherrschende Grundbetreuung durch niedergelassene Praktische Ärzte durch eine Grundbetreuung durch ein Kollektiv aus Internist, Chirurg, Gynäkologen und Pädiater zu ersetzen. Erst durch massiven Druck niedergelassener Praktischer Ärzte und mit Unterstützung durch universitäre Sozialhygieniker gelang es, diese Entwicklung zu verhindern. Im Ergebnis dieser Ereignisse wurde 1961 der Entschluss gefasst, einen „Facharzt Praktischer Arzt“ zu schaffen, der den Fachärzten der anderen Fachrichtungen gleichgestellt wurde. Nachdem für diese Facharztausbildung eine strukturierte fünfjährige Pflichtweiterbildung mit abschließendem Kolloquium eingeführt war, wurde die Bezeichnung 1967 in „Facharzt für Allgemeinmedizin“ umbenannt.
In diesem Zusammenhang wurde 1969 den Hausärzten gestattet, eine eigene medizinisch-wissenschaftliche Gesellschaft unter dem Dach der Gesellschaft für Klinische Medizin der DDR zu gründen, die Gesellschaft für Allgemeinmedizin der DDR (GAM).
Die GAM wurde von einem Zentralen Vorstand geleitet, dessen Mitglieder von den jeweiligen Bezirksgesellschaften gewählt worden waren; sie arbeiteten, ebenso wie alle anderen Aktiven, ausschließlich ehrenamtlich, wurden jedoch für Tätigkeiten im Zusammenhang mit der GAM, die nicht in der Freizeit erledigt werden konnten, von ihren Dienststellen dafür freigestellt.

## Gliederung
Ausgehend von der politischen Gliederung bestand die GAM aus 16 Bezirksgesellschaften, die ihrerseits relativ eigenständig ihre Arbeit leisteten. Dies betraf besonders die Fortbildungsveranstaltungen, die damit besser auf ihre bezirksspezifischen Probleme eingehen konnten: diese Veranstaltungen standen jedoch auch interessierten Hausärzten aus anderen Bezirken offen, was zu einem regen interkollegialen Austausch führte.
In einigen Bezirken erfolgte eine weitere Differenzierung, indem Kreisgruppen gegründet wurden, die ihrerseits zusätzliche Fortbildungsmöglichkeiten anboten.
Die Mitgliedschaft in der GAM stand allen Fachärzten für Allgemeinmedizin der DDR offen, war keine Pflicht, wurde aber von den hausärztlichen Einrichtungen gern gesehen und auch gefördert.
Die aktive Arbeit spielte sich fast ausschließlich in den sogenannten Sektionen, überbezirklichen Arbeitsgemeinschaften ab, die sich jeweils spezieller Probleme der hausärztlichen Arbeit annahmen:
In der Sektion Aus-, Weiter- und Fortbildung waren vorwiegend Hausärzte tätig, die in ihrer Einrichtung für die Weiterbildung der zukünftigen Fachärzte für Allgemeinmedizin verantwortlich waren. Ziel ihrer Arbeit war es, die Weiterbildung zu verbessern, verbindliche Richtlinien dafür vorzuschlagen, die dann durch das Ministerium verbindlich für die gesamte DDR erklärt wurden.
Zu dieser Sektion gehörte auch die Arbeitsgruppe Theoretische Probleme der allgemeinen Medizin, die ihre Aufgabe darin sah, durch Erarbeitung theoretischer Probleme ihres Fachgebietes zur Verbesserung der allgemeinmedizinischen Arbeit beizutragen.
Die Sektion Gesundheitsschutz auf dem Lande beschäftigte sich vorwiegend mit den Problemen der hausärztlichen Betreuung in ländlichen Gebieten und erarbeitete Vorschläge, wie die Versorgung der Landbevölkerung verbesswert werden kann.
Die Sektion Gesundheitsschutz in den Ballungsgebieten untersuchte die hausärztliche Versorgung in Großstädten und industriellen Ballungsgebieten und erarbeitete Vorschläge für die hausärztliche Betreuung in diesen Gebieten.
Die Sektion Information und Dokumentation hatte mehrere Aufgaben:
Zum Ersten war sie die zentrale Literaturstelle, hier wurden nicht nur die in der DDR erscheinenden und für die Allgemeinmedizin relevanten Zeitschriften und Bücher verwahrt, hier wurden auch alle Erscheinungen der ausländischen Allgemeinmedizin gesammelt und Interessierten Mitgliedern zugänglich gemacht; diese Literatur war auf Grund der korporativen Mitgliedschaft der GAM in der SIMG (Societas Internationalis Medicinae Generalis), der Internationalen Gesellschaft für Allgemeinmedizin, für die GAM der DDR erreichbar.
Zum Zweiten war diese Sektion das Redaktionskollektiv für die Mitteilungen der sog. Roten Hefte, der Mitteilungsblätter der GAM, die wegen ihres ursprünglichen Aussehens diesen internen Namen erhalten hatten Da es der Allgemeinmedizin nicht möglich war, eine eigene Fachzeitschrift zu bekommen war dies die einzige Möglichkeit, die Mitglieder über aktuelle Probleme ihres Fachgebietes, über anstehende Fortbildungsveranstaltungen und deren Ergebnisse, aber auch über neue wissenschaftliche Ergebnisse zu informieren. Diese Hefte wurden von der Redaktion an die einzelnen Bezirkssekretäre verschickt, die dann anhand der Mitgliederkartei jedem einzelnen Mitglied sein Exemplar zuschickten, Daneben war es allerdings auch verbreitet, in den relativ autarken Bezirksgesellschaften zusätzlich noch eigene Mitteilungsblätter herauszugeben, in denen über das aktuelle Geschehen im jeweiligen Bezirk berichtet wurde.
Die dritte Aufgabe dieser Sektion bestand darin, die Dokumentation in der Allgemeinmedizin zu optimieren. Dazu wurde eine spezielle Karteiform, die sog. „Hügelkartei“ nach ihrem Erfindern Andreas Hügel benannt entwickelt, die optimal an die Bedürfnisse der hausärztlichen Bedingungen angepasst war. Daneben wurde eine einfache Druckmaschine entwickelt, mit deren Hilfe die Beschriftung der Formulare vereinfacht wurde, Eine weitere Verbesserung der ständigen Dokumentation war durch eine ebenfalls in dieser Arbeitsgruppe entwickelt Kurzschrift, die mittels Abkürzungen und Symbolen, die größtenteils aus ägyptischen Hieroglyphen abgeleitet waren gegeben, die es dem darin Geübten gestattete, fast so schnell die Symptomatik zu dokumentieren, wie sie von Patienten vorgetragen wurden.
Eine letzte Verbesserung für die tägliche Arbeit soll an dieser Stelle noch erwähnt werden: Die Mikroverfilmung der wichtigsten Nachschlagewerke für den Hausbesuch. Dieses Verfahren fand zwar nur eine geringe Verbreitung, aber für diejenigen Hausärzte, die sie verwendeten, war sie eine große Hilfe.
In der Sektion Arbeitsmethodik hatte sich eine große Zahl von Kollegen zusammengefunden, die sich um die „Kleinrationalisierung“ Gedanken machten. Entsprechend breit gefächert waren die Entwicklungen aus dieser Gruppe: Hausbesuchstaschen für den ärztlichen Hausbesuch und die Gemeindeschwester, Stempel für die übersichtliche Dokumentation im Krankenblatt waren ebenso bekannt wie die Verwendung von Skistöcken als Hilfe für Hausbesuche im unwegsamen Gelände oder Kombinierte Formular- und Stempelständer für den Schreibtisch, um nur einige zu nennen.
Die wissenschaftlichen Tagungen fanden vorwiegend in den einzelnen Bezirken statt, waren jedoch auch für Mitglieder anderer Bezirksgesellschaften offen. Hier referierten dann Fachärzte für Allgemeinmedizin zusammen mit Fachärzten oder auch Fachwissenschaftlern anderer Fachrichtungen über aktuelle relevante Themen, wobei auch der interkollegiale Erfahrungsaustausch nicht zu kurz kam.
Höhepunkte waren die zweijährlich stattfindenden Kongresse der gesamten GAM, die anfänglich in Weimar stattfanden, ehe sich der Vorstand entschloss, sie immer in einem anderen Bezirk zu veranstalten. Dabei lag die Vorbereitung allein beim betreffenden Bezirksvorstand, der sich immer darum kümmerte, dass diese Veranstaltungen zu einem Höhepunkt in der GAM-Arbeit wurden. Die Kongresse standen immer unter einem anderen aktuellen Rahmenthema, wobei Hausärzte und Wissenschaftler anderer Disziplinen aus dem ganzen Land zu Wort kamen, um über die neuesten für den Hausarzt relevanten Entwicklungen zu berichten.

## Auflösung
Im Jahre 1990 fand dann der erste und gleichzeitig letzte SIMG-Kongress in Ostberlin statt, der von der GAM ausgerichtet wurde.
Das war allerdings zu einer Zeit, als die DDR schon ihren Beitritt zur Bundesrepublik plante und damit die GAM sich damit ebenfalls in Auflösung befand. Kurz nach diesem Kongress lösten sich die Bezirksgesellschaften satzungsgemäß auf und ihre Mitglieder hatten die Wahl, sich einer der nun gesamtdeutschen Fachgesellschaften wie FDA, DEGAM oder BPA anzuschließen, wobei die DEGAM für die wenigsten von Interesse war.
Obwohl die gesamte Tätigkeit in der GAM ehrenamtlich erfolgte, wurde innerhalb der Gesellschaft nach Möglichkeiten gesucht, besonders aktive Arbeit für das Fachgebiet anzuerkennen. Aus diesem Grund wurde die „Ernst-Ludwig-Heim-Medaille“, benannt nach dem Berliner „Stadtphysicus“ Ernst Ludwig Heim, gestiftet, die an verdienstvolle Mitglieder, aber auch an andere Persönlichkeiten verliehen wurde, die sich um die Allgemeinmedizin verdient gemacht hatten. Auf Bezirksebene wurden ebenfalls Möglichkeiten geschaffen, um Verdienste für das Fachgebiet durch „Ehrengeschenke“ zu würdigen; alle diese Ehrungen waren jedoch mit keinerlei finanziellen Zuwendungen verbunden.
Durch den Untergang der DDR waren im Frühjahr die einzelnen Bezirksgesellschaften gezwungen, sich satzungsgemäß aufzulösen, womit die GAM aufhörte, zu existieren. In einigen der neu gegründeten Bundesländern kam es in der Folge zu Gesellschaften der betreffenden Länder, die sich jedoch in der Folge dem „Hausärzteverband“, entstanden aus der Fusion von FDA und BPA, anschlossen. Eine direkte Nachfolgegesellschaft der GAM wurde nie gegründet.